# Liste der Biografien/Es
Liste der Biografien |
Portal Biografien |
Personensuche
# |
A |
B |
C |
D |
E |
F |
G |
H |
I |
J |
K |
L |
M |
N |
O |
P |
Q |
R |
S |
T |
U |
V |
W |
X |
Y |
Z |
?
 
Ea |
Eb |
Ec |
Ed |
Ee |
Ef |
Eg |
Eh |
Ei |
Ej |
Ek |
El |
Em |
En |
Eo |
Ep |
Eq |
Er |
Es |
Et |
Eu |
Ev |
Ew |
Ex |
Ey |
Ez
 
Esa |
Esb |
Esc |
Esd |
Ese |
Esf |
Esg |
Esh |
Esi |
Esk |
Esl |
Esm |
Esn |
Eso |
Esp |
Esq |
Esr |
Ess |
Est |
Esu |
Esw |
Esz
Die Liste der Biografien führt alle Personen auf, die in der deutschsprachigen Wikipedia einen Artikel haben. Dieses ist eine Teilliste mit 9 Einträgen von Personen, deren Namen mit den Buchstaben „Es“ beginnt.

## Es
- Es, Adri van (1913–1994), niederländischer Vizeadmiral und Politiker
- Es, Bart van (* 1972), niederländisch-britischer Literaturwissenschaftler und Autor
- Es, Diane van (* 1999), niederländische Langstreckenläuferin
- Es, Hubert van (1941–2009), niederländischer FotografHubert van Es (1941–2009)

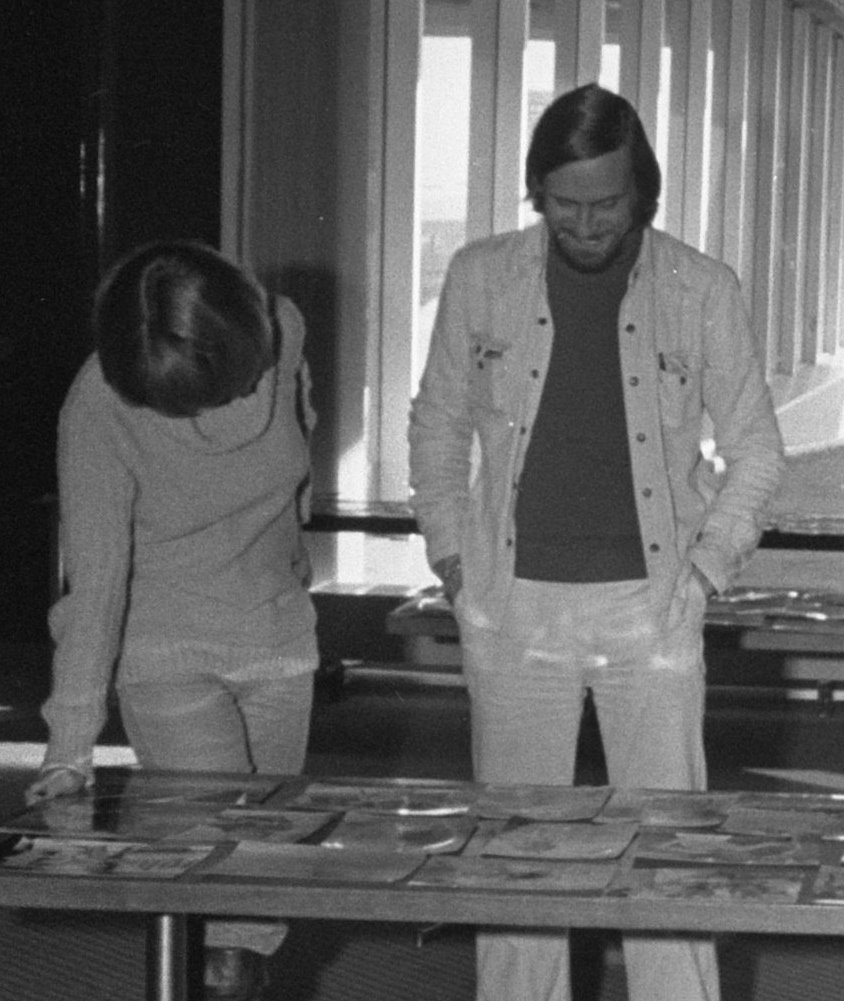
Hubert van Es (1941–2009)

- Es, Imen (* 1999), französische Sängerin
- Es, Jacob van, flämischer Maler
- Es, Kika van (* 1991), niederländische Fußballspielerin
- Es, Semiha (1912–2012), türkische Fotografin
- Es, Willem Albertus van (* 1934), niederländischer Archäologe